# یواس‌ای‌تی توماس
یواس‌ای‌تی توماس (به انگلیسی: USAT Thomas) یک کشتی بود که طول آن ۴۴۵ فوت ۶ اینچ (۱۳۵٫۷۹ متر) بود. این کشتی در سال ۱۸۹۴ ساخته شد.